# Portugal nos Jogos Europeus
Portugal nos Jogos Europeus está representado pelo Comité Olímpico de Portugal, membro dos Comités Olímpicos Europeus. Tem obtido um total de 41 medalhas: 9 de ouro, 17 de prata e 15 de bronze.

## Medalheiros

### Por edição
| 3             | Ouro | Prata | Bronze |    |
| ------------- | ---- | ----- | ------ | -- |
| Baku 2015     | 3    | 4     | 3      | 10 |
| Minsk 2019    | 3    | 6     | 6      | 15 |
| Cracóvia 2023 | 3    | 7     | 6      | 16 |
| TOTAL         | 9    | 17    | 15     | 41 |

### Por desporto
| 3                | Ouro | Prata | Bronze |    |
| ---------------- | ---- | ----- | ------ | -- |
| Futebol de praia | 1    | 0     | 2      | 3  |
| Ginástica        | 0    | 2     | 3      | 5  |
| Canoagem         | 2    | 5     | 1      | 8  |
| Taekwondo        | 1    | 0     | 1      | 2  |
| Tênis de mesa    | 2    | 1     | 2      | 5  |
| Tiro             | 0    | 1     | 1      | 2  |
| Triatlo          | 0    | 1     | 0      | 1  |
| Judo             | 1    | 1     | 1      | 3  |
| Atletismo        | 2    | 2     | 1      | 5  |
| Ciclismo         | 0    | 1     | 0      | 1  |
| Karaté           | 0    | 0     | 2      | 2  |
| Muaythai         | 0    | 2     | 0      | 2  |
| Esgrima          | 0    | 1     | 0      | 1  |
| Padel            | 0    | 0     | 1      | 1  |
| TOTAL            | 9    | 17    | 15     | 41 |